# 斉藤律
斉藤 律（さいとう りつ、1967年3月15日 - ）は、日本のミュージシャン、ギタリストである。「Ritsu」または「Ritz」の表記で活動することが多い。

多数のエフェクターを使用した空間系トランスサウンドを得意とする。作曲者としても参加するバンドを牽引している。

## 来歴
THE HEARTで1988年にメジャーデビュー。その後、クレンツェ、スターリンを経てから、1993年より宙也（アレルギー、De-LAX）のソロプロジェクトに参加する。並行してDr.TRANCE EROTICAも活動したが、1996年に宙也プロジェクトがLoopusの名でバンドとしてメジャーデビューし、これがメインの活動となった。
2000年代後半からは、LOOPUSの他に、十年来ソロ活動をサポートしてきた広石武彦（ex UP-BEAT）らとのT4Rを始めとして、インストゥルメンタル・セッションバンドのMinimum Rockets、エフェクターでの音像を追求したソロ活動、ヨーロピアンゴシックバンドMy Horror Revue、ラウド＋シューゲイズのbulb、など多方面との交流の中で幅広く活動を展開している。ロックだけではなくジャズ畑のメンバーも交えてのクロスオーバーなセッションも多い。
クレンツェ
活動期間　1988年-1989年
メンバー　Vo.タカミ　Gt.斉藤律　B.タナカ　Dr.ツジ
THE HEART
在籍期間　1989年-1991年
メンバー　Vo.井口一彦　Gt.斉藤律　B.後藤進　Dr.辻武春
アルバム2枚、シングル3枚を制作し、3本の全国ツアーを行なった。
詳しくはTHE HEARTの項を参照
STALIN
在籍期間　1991年-1993年
メンバー　Vo.遠藤ミチロウ　Gt.斉藤律　B.西村雄介→安達親生　Dr.三原重夫
スタジオアルバム3枚、シングル3枚、ライブアルバム1枚、ライヴビデオ1本を制作した
作曲クレジットの「LENINGRAD PARADISE」は遠藤ミチロウ＆斉藤律のユニット名である
詳しくはザ・スターリンの項を参照
Dr. TRANCE EROTICA
活動期間　1994年-1996年
メンバー　Vo.CHIKA　Gt.斉藤律　Gt.澄田健　B.坂本ミツワ　Dr.サンペイマユミ
律、澄田を介してプレLoopusと活動が交錯する。

### LOOPUS
活動期間　1993年-
メンバー　Vo.宙也　Gt.斉藤律　B.三賀勝稔(1995年- )　Dr.堀江毅(1995年- )
元メンバー　Gt.澄田健(1994年-2002年) Key.D.I.E.(2002年-2004年)
詳しくはLOOPUSの項を参照
広石武彦 (サポート)
在籍期間　1995年-2008年
ライヴ、アルバム、DVD作品に参加
詳しくは広石武彦を参照
Temporary storages
活動期間　2001年-2003年
the Spirals
活動期間　2003年
久松史奈 (サポート)
在籍期間　2005年-2009年
メンバー　Vo.久松史奈　Gt.斉藤律　Key.DIE　B.水江慎一郎　Dr.MAD大内
ライブ、アルバム5作品に参加
久松のレーベルCRASHFORMの第1弾コンピアルバム『monorganic spindle』にLOOPUSとして参加
詳しくは久松史奈の項を参照

### T4R
活動期間　2006年-
メンバー　Vo.T2(広石武彦)　Gt.T1(伊東正)　Gt.R(斉藤律)　B.T4(篠田達也)　Dr.T3(堀江毅)
詳しくはT4Rの項を参照
Minimum Rockets
活動期間　2008年-
メンバー　Gt.斉藤律　Key.DIE　B.篠田達也　Dr.堀江毅　Dr.岡崎達成
2008年1月　RITSUとTAKEの2人で活動開始
2008年9月　賛同を得て仲間を増やし、メインの5人が揃う
2009年5月　シークレットゲストにマーティ・フリードマン出演
2011年2月　これ以後正式な活動は休止している
2011年9月　律ソロのライブにシークレットでTAKE、TATSUYAが出演。Minimum Rocketsの楽曲5曲を演奏した。
詳しくはMinimum Rocketsの項を参照
ritsu solo
活動期間　2009年-
自身のギターのみで作り上げる音宇宙
| 発売日        | タイトル     | プロデューサー | 品番   | 備考             |
| ------------- | ------------ | -------------- | ------ | ---------------- |
| 2009年5月16日 | 穴だらけの空 | (セルフ)       | (CD-R) | 3曲収録          |
| 2012年5月20日 | 鬼灯         | (セルフ)       | (CD-R) | 3曲収録 無料配布 |
My Horror Revue
在籍期間　2009年-2010年
メンバー　Vo.miyu　Gt.斉藤律　Gt.Közi(2010年- )　B.長谷川正　Dr.魔太朗
2009年夏　魔太朗、miyuを中心に結成
2009年10月　初ライブ
2010年6月　Közi加入
2010年12月　脱退

### bulb
活動期間　2010年-
メンバー　Vo.アヤコシラタマ Gt.斉藤律　B.TAD6　Dr.堀江毅　Dr.CHARGEEEEEE...
2010年10-11月　律とシラタマでセッションをする計画が上がり、メンバーを集める。
2010年12月　初ライヴ
2014年7月　自主制作アルバムの発表。ワンマンライブ
| 発売日       | タイトル    | プロデューサー | 品番   | 備考    |
| ------------ | ----------- | -------------- | ------ | ------- |
| 2014年7月5日 | Witch bazar | 成田忍         | BULB01 | 7曲収録 |
CHIROLYNサポート
在籍期間　2011年-2012年
メンバー　Vo.&B.CHIROLYN　Gt.斉藤律　Gt.ASAKI　Dr.堀江毅
ライヴおよびアルバム制作に参加
詳しくはCHIROLYNの項を参照

### A. Knights
活動期間　2014年-
メンバー　Gt.Ritz　Tp.Bucci　B.TAD6　Dr.Macko　VJ.Fumi

## 主な使用機材
ギター
- フェンダー ジャズマスター 1965 Sunburst
- フェンダー カスタムショップ ジャズマスター 1962 blond relic

ステージでのメインギター。2014年よりリアに小鳥のデコパージュ。
- フェンダー ジャガー sherwood green
- エピフォン ファイヤーバード
- ローランド G-707
- グレコ GO
- ダンエレクトロ Baritone

LOOPUSでの「aWa」演奏の際に使用される
- ギブソン レスポール Menace

エフェクター
- Eventide timefactor、pitchfactor、modfactor
- Nautilus（自作）

## 音楽以外の活動
映画
- 大怪獣東京に現わる（1998年公開）

ツアー道中、大怪獣に遭遇するバンドマンを演じた

## 人物
- シンセ・エフェクター機材が好きで造詣が深い。知人のレコーディングにアドバイザーとして自機持参で参加することも。
- 2013年はじめより園芸を趣味とする。ツイッターに数々の植物写真を投稿している。
- 187cmの高身長で、bulb内では「巨人」と呼ばれている。